# نقار الخشب لوييس
نقار شب لوييس[بحاجة لمصدر] (الاسم العلمي: Melanerpes lewis) هو نوع من فصيلة نقار الخشب.